# Мерето-ді-Томба
Мерето-ді-Томба (італ. Mereto di Tomba) — муніципалітет в Італії, у регіоні Фріулі-Венеція-Джулія,  провінція Удіне.
Мерето-ді-Томба розташоване на відстані близько 470 км на північ від Рима, 80 км на північний захід від Трієста, 16 км на захід від Удіне.
Населення — 2655 осіб (2014).
Покровитель — святий Архангел Михаїл.

## Демографія
Населення за роками:

Станом на 1 січня 2023 року в муніципалітеті офіційно проживало 140 іноземців з 29 країн, серед них 39 громадян країн Євросоюзу та 16 громадян України.

## Сусідні муніципалітети
- Базиліано
- Кодроїпо
- Пазіан-ді-Прато
- Козеано
- Фаганья
- Сан-Віто-ді-Фаганья
- Седельяно